# Нандзё (город)
Нандзё (яп. 南城市 Нандзё:-си) — город в Японии, находящийся в префектуре Окинава. Площадь города составляет 49,77 км², население — 40 821 человек (1 августа 2014), плотность населения — 820,19 чел./км².

## Географическое положение
Город расположен на острове Окинава в префектуре Окинава региона Кюсю. С ним граничат посёлки Йонабару, Хаэбару, Яэсе.

## Население
Население города составляет 40 821 человек (1 августа 2014), а плотность — 820,19 чел./км². Изменение численности населения с 1980 по 2005 годы:
| 1980 | 34 124 чел. |  |
| 1985 | 36 062 чел. |  |
| 1990 | 36 836 чел. |  |
| 1995 | 38 173 чел. |  |
| 2000 | 39 130 чел. |  |
| 2005 | 39 651 чел. |  |

## Символика
Цветком города считается гибискус.